# Polygala hintonii
Polygala hintonii är en jungfrulinsväxtart som beskrevs av Joseph Blake. Polygala hintonii ingår i släktet jungfrulinssläktet, och familjen jungfrulinsväxter. Inga underarter finns listade i Catalogue of Life.